# Malcolm Cameron (Entomologe)

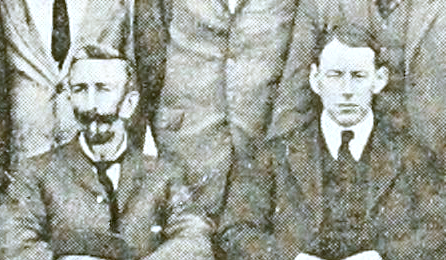
Malcolm Cameron (links) mit Thomas Bainbrigge Fletcher im Jahr 1921

Malcolm Cameron (* 1873 in London; † 24. Oktober 1954 ebenda) war ein britischer Schiffsarzt und Koleopterologe.

## Leben
Cameron erwarb einen Doktorabschluss der Medizin und trat anschließend als Schiffsarzt in die Royal Navy ein. Er diente während des Zweiten Burenkrieges und im Ersten Weltkrieg, wo er an Feldzügen auf den Falklandinseln und in Ostafrika teilnahm. 1920 schied er aus der Marine aus und widmete sich den Rest seines Lebens der Koleopterologie, obgleich er bereits ab 1901 seine ersten Schriften über Käfer vorweisen konnte und ab 1912 die Kurzflügler behandelte. Er ging zum Indian Forestry Research Institute in Dehradun und sammelte ausgiebig Kurzflügler in den Ausläufern des Himalayas. Wegen des Verdachts auf Tuberkulose musste er sich jedoch zur Kur in die Schweiz begeben. 1925 kehrte er nach London zurück. Sein fünfbändiger Beitrag über die Kurzflügler von Britisch-Indien, der in der Reihe The Fauna of British India, Including Ceylon and Burma erschien, war sein Opus magnum, aber 206 weitere Arbeiten über die Staphylinidae weltweit ermöglichten es ihm, insgesamt 4136 Arten und 195 Gattungen der Kurzflügler zu beschreiben, was ihn nach Max Bernhauer zum ausgiebigsten Beschreiber von Arten dieser Familie machte. Seine Sammlung von etwa 55.000 Exemplaren befindet sich im Natural History Museum in London. Der kuratierte Teil umfasst etwa 35.000 Exemplare von 9200 Arten, von denen 2230 durch Holotypen und 1064 durch Paratypen vertreten sind. Weitere Exemplare befinden sich im Museo di storia naturale Giacomo Doria.
Cameron wurde 1902 zum Mitglied der Royal Entomological Society of London gewählt.